# Shinsegae

République de Corée Gwangju Shinsegae

Le grand magasin Shinsegae a ouvert le 24 octobre 1930 sous la franchise Mitsukoshi. Après l'indépendance de la Corée du Sud, il a pris le nom de Grand Magasin Donghwa. En 1963, le magasin est racheté par le groupe Samsung, et change de nom pour Shinsegae (« nouveau monde » en Coréen). En 1967, c'est le premier grand magasin coréen à introduire les soldes. En 1969, les premières cartes de crédit de la Corée du Sud sont créées. En 1991, le groupe Shinsegae prend son indépendance et se sépare officiellement du groupe Samsung en 1997.
C'est la première entreprise de commerce de détails coréenne à obtenir la notation financière A3 par Moody's en 2007. Le groupe possède actuellement 11 grands magasins en Corée du Sud. Le magasin ouvert en 2009 à Busan est, selon le Livre Guinness des records, le plus vaste grand magasin du monde avec une surface de 294 000 m2.